# Mikhaïl Kalatózov
Mikhaïl Konstantínovitx Kalatózov (en rus Михаи́л Константи́нович Калато́зов, encara que el seu veritable cognom, en georgià, era Kalatozishvili) (Tiflis, 28 de desembre de 1903 - Moscou, 27 de març de 1973) va ser un director de cinema georgià-soviètic.

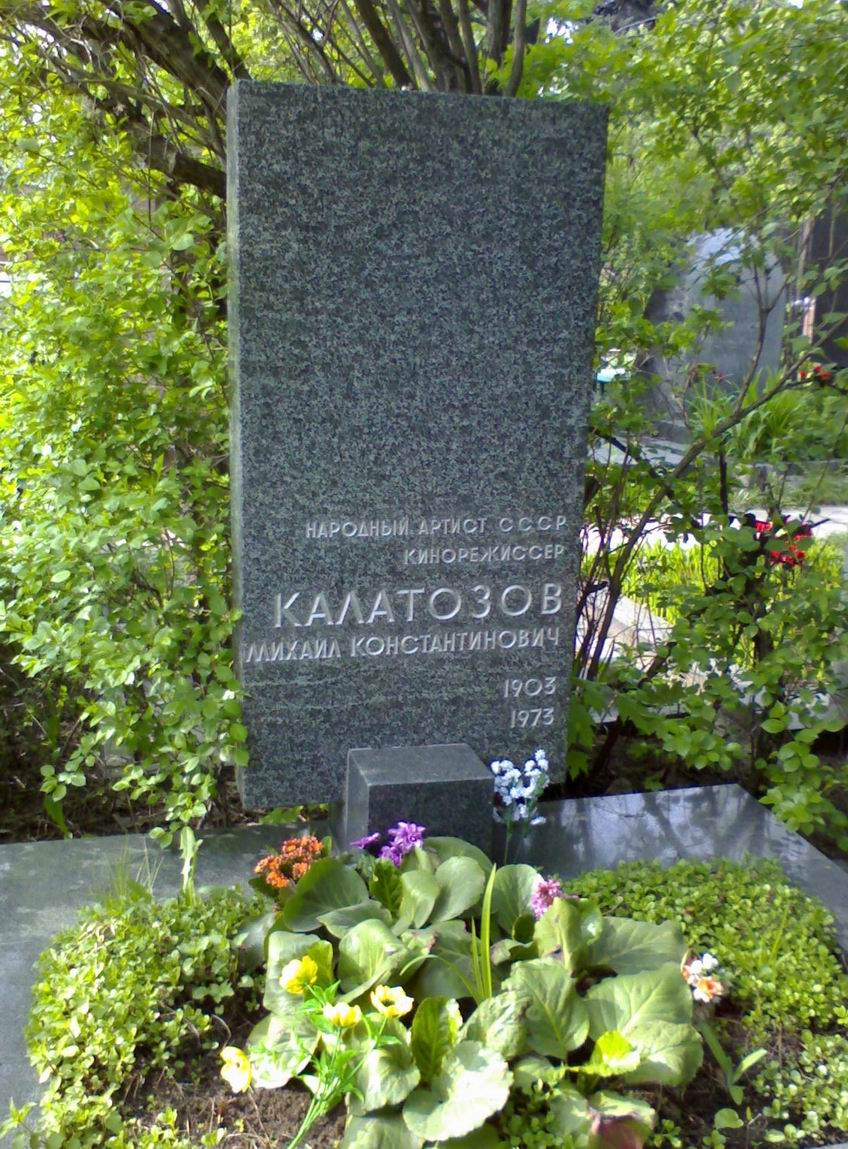
Tomba de Mikhaïl Kalatózov, en el Cementiri Novodévichi.

## Biografia

### Començaments
Es va iniciar en el cinema durant la dècada de 1920, realitzant diverses tasques. Va intervenir en diverses pel·lícules rodades en georgià, en algunes com a actor (com en Tariel Mklavadzis mkvlelobis saqme, dirigida per Ivan Perestiani el 1925), i en altres com a guionista (entre elles, Giuli, una versió adaptada del clàssic de William Shakespeare Romeu i Julieta dirigida el 1927 per Nikoloz Shengeláya). El 1928 va codirigir amb Nutsa Gogoberidze el film Ij tsarstvo ("El seu imperi"), que utilitzava material de noticiaris cinematogràfics. Dos anys després, el 1930, va dirigir en solitari el documental Sol Svanetii ("La sal de Svanetia"), que reflecteix les dures condicions de vida que havien d'afrontar els habitants de la regió de Svanetia, a les muntanyes del Caucas. Aquesta pel·lícula ha estat comparada per Georges Sadoul amb el posterior documental de Buñuel Las Hurdes, tierra sin pan (1932); però, el film de Kalatózov té una clara finalitat propagandística que no es troba en el de Buñuel.
El 1937, va acabar els seus estudis a l'Acadèmia d'Art de Leningrad i, darrere un altre breu període a Tiflis, va ser contractat com a director pels estudis Lenfilm, pels quals va rodar dues pel·lícules que tenien com a tema l'aviació: Múzhestvo ("Valor", 1939) i Valeri Chkálov, sobre el cèlebre pilot soviètic del mateix nom, que havia mort en un accident aeri en 1938.
El 1943, va començar a treballar en els estudis Mosfilm, i durant la segona meitat de la dècada de 1940 va exercir importants càrrecs polítics relacionats amb el cinema. Gràcies a això, va poder seguir rodant en la dura època de la postguerra, amb títols com Zágovor obrechiónnyj ("El complot dels condemnats", 1950), un pamflet que reflecteix les tensions pròpies de la guerra freda. Més èxit va tenir la seva comèdia Vérnyie druzyá ("Tres homes en una bassa", 1954), que va obtenir el Gran Premi del Festival Internacional de Cinema de Karlovy Vary.

### Èxit internacional
El reconeixement internacional de Kalatozov va arribar amb l'estrena del melodrama Quan passen les cigonyes (Letyat zhuravlí, 1957) considerada la primera de les seves obres mestres i una de les fites de cinema soviètic. Ambientada en els anys de la Segona Guerra Mundial, la pel·lícula va resultar profundament innovadora tant en la forma (sobretot pels audaços moviments de càmera) com en el contingut, ja que aportava una nova visió de la guerra, més humana, apartant-se del discurs glorificador que havia estat habitual fins al moment en el cinema soviètic. Destaca a més per les interpretacions dels actors protagonistes, Tatiana Samóilova i Alekséi Batalov, i per la feina del càmera Seguéi Urusevski, que col·laboraria amb Kalatózov en els seus següents films, i per la música de Mieczysław Weinberg. Quan passen les cigonyes va obtenir la Palma d'Or al Festival de Cannes de 1958.
El 1959, Kalatózov va dirigir un nou drama, Neotprávlennoye pismó ("La carta que no es va enviar", 1959), sobre les tensions que es produeixen entre un grup de geòlegs que emprenen una expedició a Sibèria a la recerca de diamants.
El triomf el 1959 de la Revolució Cubana va fer que s'intensifiquessin els contactes culturals entre la Unió Soviètica i Cuba. Dels acords entre l'ICAIC cubà i els estudis Mosfilm va sorgir la idea de realitzar una pel·lícula sobre la recent revolució, i es va confiar a Kalatózov l'adreça del projecte. Aquest va encarregar l'escriptura del guió a dos poetes, el rus Ievgueni Ievtuixenko, i el cubà Enrique Pineda Barnet. Soy Cuba (Ya Kuba), rodada el 1963 amb un equip tècnic mixt rus-cubà, es va estrenar l'any següent, però amb prou feines va tenir èxit en cap dels dos països. Durant la dècada de 1990, tanmateix, va ser redescoberta pels cineastes Martin Scorsese i Francis Ford Coppola, que la varen reestrenar als Estats Units i la van editar més tard en DVD. Sobre el rodatge d'aquesta pel·lícula s'ha realitzat fins i tot un documental, El mamut siberiano (2005), del brasiler Vicente Ferraz.
L'última pel·lícula de Kalatózov va ser una coproducció italiano-soviètica, La tenda vermella (Krásnaya palatka, 1971), sobre el rescat de l'expedició polar d'Umberto Nobile, amb un repartiment que inclou estels internacionals com Sean Connery, Claudia Cardinale i Peter Finch.

## Filmografia

### Com a director
- 1929 - Слепая (Slepáya, "La cega"); en georgià, Usinatlo.
- 1930 - Соль Сванетии (Sol Svanetii: "La sal de Svanetia ")
- 1932 - Гвоздь в сапоге (Gvozd v sapogué, "Un clau a la bota"); en georgià, Lursmani cheqmashi.
- 1939 - Мужество (Múzhestvo, "Coratge")
- 1941 - Валерий Чкалов (Valeri Chkalov); sobre el pilot Valeri Chkalov
- 1942 - Непобедимые (Nepobedímye, "Els invencibles")
- 1950 - Заговор обречённых (Zágovor obrechiónnyj, "El complot dels condemnats")
- 1953 - Вихри враждебные (Vijri vrazhdébnye, "Negres tempestes")[3]
- 1954 - Верные друзья (Vérnye druzyá, "Tres homes sobre una bassa")
- 1955 - Первый эшелон (Pérvyi eshelón, "El primer comboi")
- 1957 - Quan passen les cigonyes (Летят журавли, Letyat zhuravlí)
- 1959 - Неотправленное письмо (Neotprávlennoye Pismo: "La carta que no es va enviar")
- 1964 - Soy Cuba (Я Куба, Ya Kuba)
- 1969 - La tenda vermella (Красная палатка, Krásnaya Palatka)

### Com a guionista
1. 1925 - Дело Тариэла Мклавадзе ("L'expedient de Tariel Mklavadze", "Delo Tariela Mklavadze")
2. 1942 - Непобедимые ("Els invencibles", Nepobedímye)
3. 1969 - La botiga vermella (Красная палатка, Krásnaya Palatka)
4. 1977 - Кафе «Изотоп» ("El cafè« Isòtop »", "Kafé« Izotop »")